# Třída Kaiser Max (1862)
Třída Kaiser Max byla třída pancéřových fregat druhé třídy Rakousko-uherského námořnictva. Celkem byly postaveny tři jednotky této třídy, která představovala vylepšenou verzi předcházející třídy Drache. Všechny se účastnily bitvy u Visu. Ve službě byly v letech 1863–1873. Z politických důvodů byly oficiálně přestavěny na kasematové obrněné lodě třídy Kaiser Max, fakticky ale byla původní plavidla sešrotována a do nových trupů byly vsazeny pouze původní pohonné systémy bez kotlů, vybrané části páncéřování a dalšího vybavení.

## Stavba

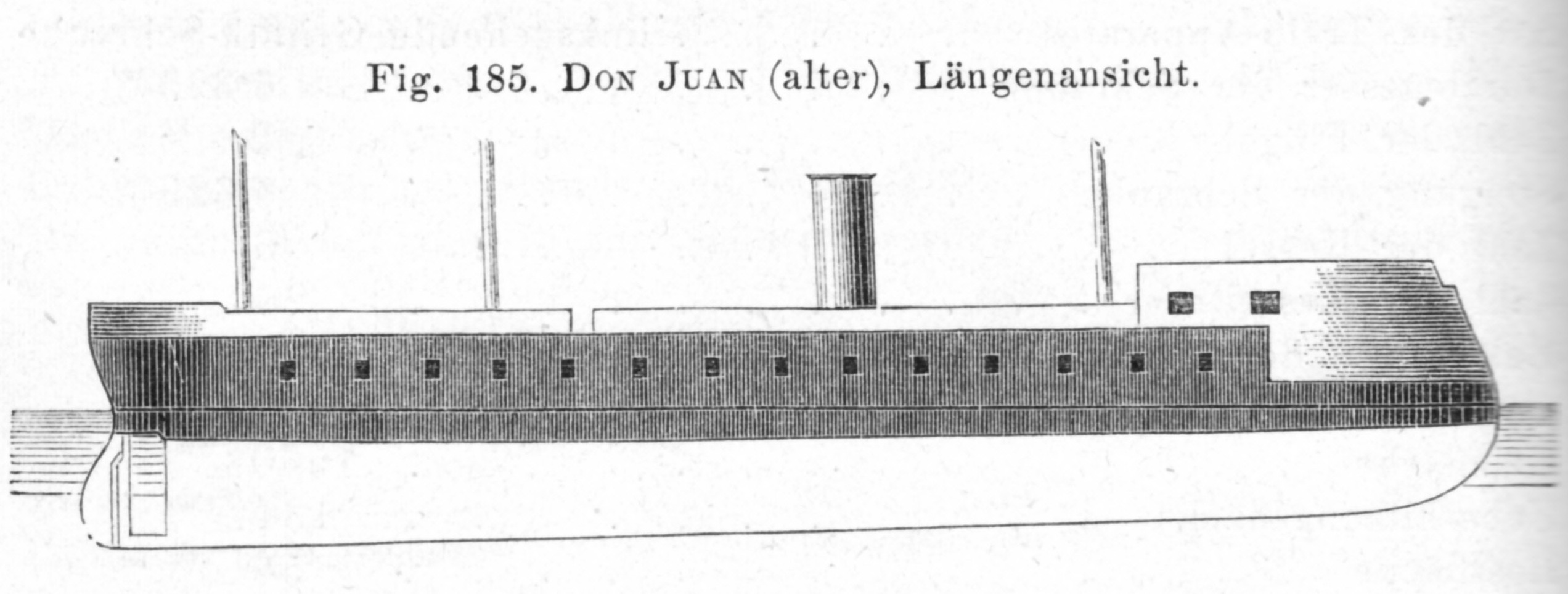
Základní uspořádání plavidel

Plavidla navrhl konstrutér Josef von Romako. Oproti třídě Drache měla silnější výzbroj a pohonný systém. Celkem byly postaveny dvě jednotky této třídy. Stavbu provedla v letech 1861–1863 loděnice Stabilimento Tecnico Triestino v Terstu.
Jednotky třídy Drache:
| Jméno          | Loděnice | Založení kýlu | Spuštěna          | Vstup do služby | Stav           |
| -------------- | -------- | ------------- | ----------------- | --------------- | -------------- |
| Kaiser Max     | STT      | říjen 1861    | 14. března 1862   | 1863            | Vyřazena 1873. |
| Prinz Eugen    | STT      | říjen 1861    | 14. června 1862   | březen 1863     | Vyřazena 1873. |
| Juan d'Austria | STT      | říjen 1861    | 26. července 1862 | 1863            | Vyřazena 1873. |

## Konstrukce

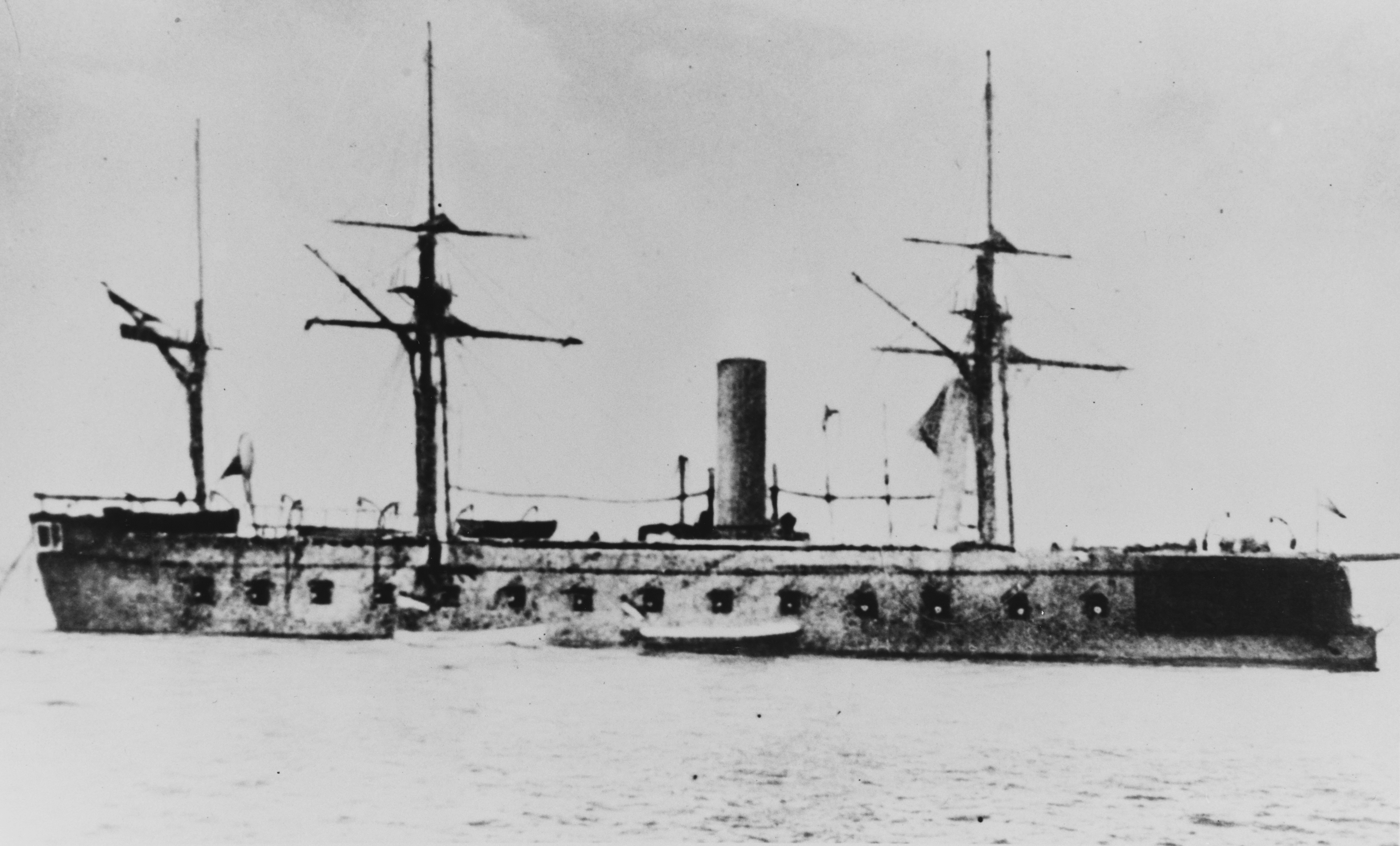
Prinz Eugen

Plavidla měla dřevěný trup chráněný 110mm pancéřovými pláty. Výzbroj představovalo patnáct 24liberních kanónů a šestnáct 48liberních kanónů, které byly umístěny v bočních bateriích. Doplňoval je jeden 12liberní a jeden 6liberní kanón. Na přídi trupu byl kloun. Pohonný systém tvořil jeden dvouválcový horizontální parní stroj (o výkonu 1900 ihp), roztáčející jeden lodní šroub. Doplňovaly jej plachty. Nejvyšší rychlost dosahovala 11,4 uzlu.

### Modernizace
Roku 1867 byla třída modernizována. Zejména byla přezbrojena dvanácti 178mm kanóny Armstrong. Na čluny byly instalovány dva bronzové 51mm kanóny.